# Fábián Marozsán
Fábián Marozsán (Budapest, 8 ottobre 1999) è un tennista ungherese.
I suoi migliori ranking ATP sono il 36º posto in singolare nel maggio 2024 e il 444º in doppio nel gennaio 2023. Ha fatto il suo esordio nel circuito maggiore arrivando al quarto turno agli Internazionali d'Italia 2023, torneo Masters 1000 in cui ha clamorosamente sconfitto in due set il nº 2 del mondo Carlos Alcaraz. Il debutto nella squadra ungherese di Coppa Davis risale al 2021.

## Biografia

### Tra gli juniores
Gioca nell'ITF Junior Circuit tra il 2014 e il 2017 e vince solo tornei minori, 3 in singolare e 3 in doppio. Non entra mai nei tabelloni dei tornei maggiori e non va oltre la 53ª posizione del ranking mondiale juniores.

### 2016-2020, inizi tra i professionisti e primi titoli ITF
Fa la sua prima apparizione tra i professionisti nel 2016 in un torneo ITF di doppio e nel 2017 non ottiene risultati di rilievo. Inizia a giocare con continuità nel maggio 2018 e a luglio disputa la sua prima finale in un torneo ITF slovacco di doppio. Anche il primo titolo in carriera arriva in doppio, nel maggio 2019 in un ITF M15 di Piešťany. Nel prosieguo della stagione vince altri 4 tornei ITF di doppio e a dicembre si aggiudica il primo titolo in singolare in un M15 ad Adalia. Nel 2020 i suoi migliori risultati sono le due finali ITF raggiunte in doppio.

### 2021-2022, esordio in Coppa Davis, primo titolo Challenger e top 200
Nel 2021 vince altri tre tornei ITF in singolare e uno in doppio. A novembre supera per la prima volta le qualificazioni in un torneo dell'ATP Challenger Tour a Bergamo, si spinge in semifinale e viene sconfitto da Cem Ilkel dopo il successo nei quarti sul nº 107 del mondo Dennis Novak. A fine mese il suo esordio nella squadra ungherese di Coppa Davis in occasione delle fasi finali e perde sia i due incontri disputati in doppio che quello in singolare.
Nel marzo 2022 vince il suo primo incontro in Coppa Davis nel doppio della qualificazione persa 3-2 contro l'Australia. Quello stesso mese disputa e vince il suo ultimo torneo ITF, e chiude l'esperienza nella categoria dopo averne vinti 5 in singolare e 6 in doppio. Ad agosto vince il primo titolo Challenger a Banja Luka sconfiggendo in finale Damir Džumhur per 6-2, 6-1, successo con cui fa il suo ingresso nella top 200 del ranking, alla 185ª posizione. A fine anno perde la finale al Challenger di Bratislava contro Márton Fucsovics.

### 2023, vittoria su Alcaraz, quarti di finale a Shanghai, due titoli Challenger e 61º al mondo
Nel 2023 fa le sue prime esperienze nel circuito maggiore, e vince in totale un solo incontro nei primi quattro tornei di qualificazione disputati, tra cui quello degli Australian Open. A febbraio vince il doppio e viene sconfitto in singolare nella sfida di Davis  persa contro la Francia. Il mese dopo si aggiudica il suo secondo titolo Challenger al torneo di Adalia con il successo in finale su Sebastian Ofner e porta il best ranking alla 128ª posizione mondiale. Continua l'ascesa a maggio, quando supera le qualificazioni e debutta nel tabellone principale di un torneo del circuito maggiore al Masters 1000 degli Internazionali d'Italia; vince i suoi primi incontri ATP eliminando Corentin Moutet e la testa di serie nº 32 Jiří Lehečka. Al terzo turno consegue la vittoria più prestigiosa da inizio carriera sconfiggendo clamorosamente in due set il nº 2 del mondo Carlos Alcaraz, prima di cedere in tre set alla testa di serie nº 15 Borna Ćorić. Il mese successivo si aggiudica il Challenger di Perugia sconfiggendo in finale Edoardo Lavagno; a fine torneo entra per la prima volta nella top 100, alla 91ª posizione mondiale.
Supera per la prima volta le qualificazioni in una prova del Grande Slam a Wimbledon ed esce di scena al primo turno. Nel periodo successivo raggiunge il secondo turno all'ATP di Umago, due semifinali Challenger e sale all'82º posto mondiale. Vince il primo incontro del Grande Slam agli US Open superando al quinto set il nº 55 ATP Richard Gasquet e viene eliminato al secondo turno da Adrian Mannarino. Dimostra di essere competitivo sul cemento anche a Shanghai, dove non perde alcun set contro Rinderknech, la testa di serie nº 11 de Minaur, Lajović e accede per la prima volta ai quarti in un Masters 1000 sconfiggendo in tre set il nº 9 del mondo Casper Ruud; viene eliminato da Hubert Hurkacz dopo aver vinto il primo set e i risultati ottenuti gli consentono un balzo di 26 posizioni nel ranking, sale alla 65ª e due settimane dopo raggiunge la 61ª. Torna a mettersi in luce nell'ultimo torneo stagionale raggiungendo i quarti di finale al Sofia Open, dove elimina Roberto Bautista Agut e perde in tre set contro Jan-Lennard Struff.

### 2024, quarti di finale a Miami e 36º nel ranking
La prima vittoria del 2024 è quella contro Gaël Monfils all'Auckland Open e viene sconfitto al secondo turno da Ben Shelton. Viene eliminato al terzo turno degli Australian Open da Taylor Fritz dopo i successi sul rientrante Marin Čilić e sul quotato Francisco Cerúndolo. Riprende l'ascesa in classifica con i risultati conseguiti nei primi Masters 1000 stagionali, a Indian Wells elimina il nº 24 ATP Nicolas Jarry e perde al quarto turno contro Alcaraz. Raggiunge i quarti al Miami Open con le vittorie sui top 10 Holger Rune e Alex de Minaur, viene sconfitto da Alexander Zverev e due settimane dopo si trova al 37º posto mondiale. Raccoglie pochi successi nei tornei successivi, tra i quali quello al primo turno del Madrid Open - con cui sale al 36º posto – e il primo in carriera al Roland Garros.
Dopo l'eliminazione al primo turno a Wimbledon, raggiunge i quarti al Croatia Open Umag e cede in tre set al nº 9 del mondo Andrej Rublëv. Anche al suo debutto olimpico ai Giochi di Parigi esce al primo turno sia in singolare che in doppio. Torna a mettersi in luce con il successo sul top 10 Grigor Dimitrov al secondo turno del Cincinnati Open e al turno successivo cede a Ben Shelton. Eliminato al secondo turno degli US Open dal nº 5 del mondo Medvedev, esordisce al torneo cinese dell'Hangzhou Open con una netta vittoria su Luca Nardi, dopo l'incontro accusa un malore e torna a curarsi in Ungheria. Rientra il mese successivo, subisce tre sconfitte al primo turno in tornei ATP e, all'ultimo impegno stagionale, raggiunge i quarti al Belgrade Open. Chiude il 2024 in 58ª posizione mondiale.

### 2025
A inizio stagione sconfigge il nº 8 del mondo Andrej Rublëv ed esce di scena nei quarti di finale all'Hong Kong Open, mentre si ferma al terzo turno agli Australian Open dopo aver sconfitto il nº 16 del ranking Frances Tiafoe. Non va oltre il secondo turno nei tornei ATP successivi; al Miami Open esce al turno di esordio, perde i punti guadagnati l'anno prima e scende all'80º posto. Risale la classifica con la semifinale raggiunta, senza perdere alcun set, all'ATP 500 di Monaco di Baviera, e viene sconfitto da Alexander Zverev dopo aver eliminato il nº 21 mondiale Ugo Humbert.

## Statistiche

### Tornei minori

#### Singolare

##### Vittorie (8)
| Legenda tornei minori |
| Challenger (3)        |
| ITF (5)               |

| N. | Data              | Torneo                             | Superficie  | Avversario in finale | Punteggio        |
| 1. | 8 dicembre 2019   | M15 Antalya, Adalia                | Terra rossa | Ronald Slobodčikov   | 7-5, 6-4         |
| 2. | 7 marzo 2021      | M15 Bratislava, Bratislava         | Cemento     | Jonathan Eysseric    | 6-2, 3-0 rit.    |
| 3. | 5 settembre 2021  | M15 Žilina, Žilina                 | Terra rossa | Bastián Malla        | 1-6, 6-3, 6-1    |
| 4. | 19 settembre 2021 | M15 Zlatibor, Zlatibor             | Terra rossa | Marko Tepavac        | 6-4, 2-1 rit.    |
| 5. | 20 marzo 2022     | M25 Loulé, Loulé                   | Cemento     | Lucas Miedler        | 6(6)-7, 6-1, 6-3 |
| 6. | 28 agosto 2022    | Banja Luka Challenger, Banja Luka  | Terra rossa | Damir Džumhur        | 6-2, 6-1         |
| 7. | 12 marzo 2023     | Antalya Challenger, Adalia         | Terra rossa | Sebastian Ofner      | 7-5, 6-0         |
| 8. | 18 giugno 2023    | Internazionali di Perugia, Perugia | Terra rossa | Edoardo Lavagno      | 6-2, 6-3         |

##### Finali perse (7)
| Legenda tornei minori |
| Challenger (1)        |
| ITF (6)               |

| N. | Data             | Torneo                     | Superficie  | Avversario in finale | Punteggio          |
| 1. | 7 luglio 2019    | M15 Belgrado, Belgrado     | Terra rossa | Marko Miladinović    | 3-6, 3-6           |
| 2. | 21 luglio 2019   | M15 Piešťany, Piešťany     | Terra rossa | Lukáš Klein          | 1-6, 6-4, 1-6      |
| 3. | 13 ottobre 2019  | M15 Antalya, Adalia        | Terra rossa | Máté Valkusz         | 2-6, 5-7           |
| 4. | 20 ottobre 2019  | M15 Antalya, Adalia        | Terra rossa | Lorenzo Musetti      | 5-7, 2-6           |
| 5. | 25 aprile 2021   | M15 Antalya, Adalia        | Terra rossa | Christopher Heyman   | 2-6, 6-4, 2-6      |
| 6. | 22 agosto 2021   | M15 Bratislava, Bratislava | Terra rossa | Máté Valkusz         | 6-3, 1-6, 4-5 rit. |
| 7. | 13 novembre 2022 | Slovak Open, Bratislava    | Cemento (i) | Márton Fucsovics     | 2-6, 4-6           |

#### Doppio

##### Vittorie (6)
| Legenda tornei minori |
| Challenger (0)        |
| ITF (6)               |

| N. | Data            | Torneo                 | Superficie  | Compagno     | Avversari in finale                        | Punteggio            |
| 1. | 11 maggio 2019  | M15 Piešťany, Piešťany | Terra rossa | Péter Nagy   | Raphael Baltensperger Matvej Chomentovskij | 7-6(2), 6-0          |
| 2. | 1 giugno 2019   | M25 Gyula, Gyula       | Terra rossa | Gábor Borsos | Aleksandr Igošin Evgenij Tjurnev           | 7-6(7), 2-6, [12-10] |
| 3. | 19 ottobre 2019 | M15 Antalya, Adalia    | Terra rossa | Máté Valkusz | Vladimir Korolev Ronald Slobodčikov        | 7-5, 6-2             |
| 4. | 9 novembre 2019 | M15 Antalya, Adalia    | Terra rossa | Péter Fajta  | Stefano Battaglino Riccardo Bonadio        | 7-6(5), 3-6, [14-12] |
| 5. | 7 dicembre 2019 | M15 Antalya, Adalia    | Terra rossa | Máté Valkusz | David Jordà Sanchis Niklas Schell          | 6-3, 7-5             |
| 6. | 24 aprile 2021  | M15 Antalya, Adalia    | Terra rossa | Péter Fajta  | Emiliano Maggioli Oleksandr Ovčarenko      | 7-5, 7-6(3)          |

##### Finali perse (5)
| Legenda tornei minori |
| Challenger (0)        |
| ITF (5)               |

| N. | Data             | Torneo               | Superficie  | Compagno        | Avversari in finale             | Punteggio              |
| 1. | 28 luglio 2018   | Slovakia F1, Trnava  | Terra rossa | Matthew Kandath | Petr Michnev Tadeas Paroulek    | 6(1)-7, 7-6(8), [7-10] |
| 2. | 8 settembre 2018 | Serbia F5, Zlatibor  | Terra rossa | Martin Fekiač   | Caio Silva Thales Turini        | 4-6, 2-6               |
| 3. | 22 febbraio 2020 | M15 Antalya, Adalia  | Terra rossa | Péter Nagy      | Călin Manda Oleg Prihodko       | 6-2, 6(3)-7, [8-10]    |
| 4. | 28 febbraio 2020 | M15 Antalya, Adalia  | Terra rossa | Péter Nagy      | Jonáš Forejtek Michael Vrbenský | 3-6, 4-6               |
| 5. | 22 gennaio 2022  | M25 Vilnius, Vilnius | Cemento (i) | Péter Fajta     | Ivan Ljutarevič Denis Jevsejev  | 4-6, 6(4)-7            |

## Vittorie contro giocatori top 10
| Stagione | 2023 | 2024 | 2025 | Totale |
| Vittorie | 2    | 3    | 1    | 6      |

| #    | Giocatore       | Rank | Evento                        | Superficie  | Turno | Punteggio        |
| ---- | --------------- | ---- | ----------------------------- | ----------- | ----- | ---------------- |
| 2023 |                 |      |                               |             |       |                  |
| 1.   | Carlos Alcaraz  | 2    | Internazionali d'Italia, Roma | Terra rossa | 3T    | 6–3, 7–6(4)      |
| 2.   | Casper Ruud     | 9    | Shanghai Masters, Shanghai    | Cemento     | 4T    | 7–6(3), 3–6, 6–4 |
| 2024 |                 |      |                               |             |       |                  |
| 3.   | Holger Rune     | 7    | Miami Open, Miami             | Cemento     | 2T    | 6–1, 6–1         |
| 4.   | Alex de Minaur  | 10   | Miami Open, Miami             | Cemento     | 4T    | 6–4, 0–6, 6-1    |
| 5.   | Grigor Dimitrov | 9    | Cincinnati Open, Cincinnati   | Cemento     | 2T    | 4–6, 6–4, 6–3    |
| 2025 |                 |      |                               |             |       |                  |
| 6.   | Andrej Rublëv   | 8    | Hong Kong Open, Hong Kong     | Cemento     | 2T    | 7–5, 3–6, 6–3    |